# Pardus
Pardus es una distribución Linux creada por el Proyecto Pardus, fácil de instalar y usar, además no requiere que el usuario tenga conocimientos avanzados sobre GNU/Linux y provee seguridad y compatibilidad junto con facilidad de uso.
Lo que la diferenciaba de otras distros es que Pardus era una distribución madre, lo que quiere decir que no se basaba en otra distribución. Cabe mencionar, no obstante, que inició su desarrollo como distribución basada en Gentoo, hasta que abandonó Portage y creó su propio sistema de paquetes. Su sistema de gestión de paquetes era el llamado PiSi (Packages Installed Successfully as Intended), el núcleo Linux era la versión 2.6.30.4-125 y usaba kde 4.2.4 como escritorio por defecto. En la segunda mitad del año 2012 TUBITAK/UEKAE abandonan el proyecto y esté queda totalmente paralizado por unos meses. A partir del año 2013 Pardus Linux vuelve a aparecer, pero esta vez adoptando Debian como sistema base y su sistema de gestión de paquetes dpkg / apt-get y el formato de paquetes .deb.

## Desarrollo
Esta distro era desarrollada como producto del Proyecto Pardus por el "Turkish National Research Institute of Electronics and Cryptology (UEKAE)" que está bajo la "Investigación Científica y Tecnológica del Consejo de Turquía (TÜBITAK)". En enero de 2012 TUBITAK anunció el abandono de la distribución por lo que la comunidad creó el proyecto Anka con el objeto de mantener vivo su desarrollo.

## Versiones pre Debian
La primera versión se llamó Pardus 1.0 y fue lanzada el 2005/12/26. El Live CD Pardus fue el primer producto del proyecto de Pardus.
Pardus 2007.3 incluye el núcleo 2.6.18 de Linux, la suite de oficina OpenOffice.org, herramientas de Internet (navegador, correo electrónico, mensajería instantánea, etc), multimedia y herramientas de gráficos (reproductor de vídeo, reproductor de música, etc), juegos, y muchas otras aplicaciones. COMAR es el gestor de configuración de desarrollo propio, y Tasma es la herramienta de configuración del sistema.
Pardus 2008.1 incluyó la versión 2.6.25.16 del núcleo Linux. KDE ha sido actualizado a la versión 3.5.10, junto con otros componentes de infraestructura importantes: Python 2.5, Java 6, Mozilla Firefox 3.0.1, OpenOffice.org 2.4.1.
Pardus 2009 incluye la versión 2.6.30.1 del núcleo y la versión más reciente del software de GNU/Linux más populares. Pardus 2009 utiliza el entorno de escritorio KDE 4, e incluye OpenOffice 3.1, Python 2.6.2, Mozilla Firefox 3.5, Gimp 2.6.6 y también aplicaciones como Kontact, Kopete, Kaffeine, K3b y Amarok. Las aplicaciones pueden ser fácilmente actualizadas a su versión más reciente a través de Internet con la herramienta de gestión de paquetes Pisi. Pardus 2009 incluye herramientas de gestión avanzada de red y es compatible con la mayoría de los dispositivos de hardware más recientes.
Pardus 2011.2 cervus elaphus es la versión más reciente que esta distro recibió en su fase como distro independiente, la cual se distribuyó en dos DVD; el live DVD y el DVD de instalación (para quien conozca pardus no se necesitaría este último) incluye la versión 2.6.37 del núcleo Linux y las versiones más recientes de los software de GNU/Linux más populares: Pardus 2011 utiliza el entorno de escritorio KDE 4.6.5 e incluye LibreOffice 3.4.3, Python, Mozilla Firefox 5 (actualizable al 7), Gimp 2.8.11 y también aplicaciones como Kontact, Kopete, Kaffeine, K3b y Amarok. Las aplicaciones pueden ser fácilmente actualizadas a sus versiones más recientes a través de Internet con la herramienta de gestión de paquetes Pisi. Pardus 2009 incluye herramientas de gestión avanzada de red y es compatible con la mayoría de los dispositivos de hardware más recientes, además viene con codecs y Flash desde cuando uno lo instala dándole al usuario más tiempo para aprovechar sus funciones y reduce el tiempo de post instalación.

## Gestor de paquetes PiSi
PiSi (Packages Installed Successfully as Intended) era el sistema de gestión de paquetes de Pardus. En su momento fue la principal herramienta para instalar, actualizar y eliminar paquetes de software. Pisi archivaba y manejaba las dependencias de los distintos paquetes, bibliotecas, y las tareas de la COMAR.
Algunas características de Pisi incluían:
- Utilizaba el algoritmo de compresión de LZMA
- Escrito en Python
- Fuentes de Paquetes estaban escritos en XML y Python
- Se integraba a bajo nivel y las operaciones de alto nivel de paquete (resolución de dependencias)
- Enfoque de marco para crear aplicaciones y herramientas
- Empezando con Pardus 2009, los paquetes de Delta estaban por defecto.

Este gestor fue abandonado a partir del año 2013 cuando Pardus pasó a estar basada en Debian GNU Linux. Desde entonces Pardus Linux utiliza el sistema de paquetes dpkg y el formato de paquetes .deb. El proyecto Pardus Anka, posteriormente renombrado como Pisi Linux pretende mantener dicho gestor de paquetes, de ahí que adoptaran su denominación para la distribución.

## COMAR
COMAR es el marco de gestión de la configuración de la Pardus. Permite la autodetección de hardware y configuraciones de software. También presenta una tarea basada en la interfaz de usuario intuitiva y el usuario para las tareas comunes de gestión. Construido en el sistema de ACL permite a ciertos usuarios o grupos tener privilegios de administrador limitado sin "sudo" para el usuario root. Los programas están integrados al sistema con simples secuencias de comandos de Python, y la mayoría de los módulos de interfaz de usuario también se han escrito en Python.

## YALI
YALI es un instalador de Linux. Es el instalador que establece el sistema mediante la instalación de paquetes desde los medios de instalación y realizar la configuración básica. YALI está destinado a ser suave en la operación y rápido en su ejecución. Debajo de YALI utiliza COMAR y Pisi para las funcionalidades básicas de instalación.

## El proyecto "Anka": el paso hacia Pisi Linux
A raíz del abandono por el TÜBITAK de esta distribución, ha surgido una comunidad que pretende seguir dando soporte a nuevas versiones de Pardus. Esta comunidad ha creado el proyecto "Anka" (Fénix).
Finalmente, y ante la adopción de Debian como sistema base para la construcción de Pardus 2013, la versión comunitaria Pardus Anka pasó a denominarse Pisi Linux, debido a que ésta sigue manteniendo el sistema de paquetes Pisi de su predecesora. Actualmente el grupo de desarrolladores de PISI Linux está en fase de construcción de su distribución, disponiendo ya de imagen ISO para bajar y grabar, aunque aun en versión Alfa.